# 第18回競輪祭
第18回競輪祭（だい18かい けいりんさい）は、1976年に小倉競輪場で行われた。

## 決勝戦
- 全日本競輪王戦　11月29日（月）

| 着順    | 車番 | 選手       | 登録地 |
| ------- | ---- | ---------- | ------ |
| 1       | 3    | 阿部良二   | 岩手県 |
| 2       | 7    | 岩崎誠一   | 青森県 |
| 3       | 8    | 新田計三   | 徳島県 |
| 4       | 5    | 荒川秀之助 | 宮城県 |
| 5       | 9    | 新井正昭   | 埼玉県 |
| 6       | 6    | 久保千代志 | 愛知県 |
| 7＝落再 | 2    | 藤巻昇     | 北海道 |
| 8＝落再 | 1    | 阿部道     | 宮城県 |
| 失      | 4    | 服部記義   | 埼玉県 |

- 配当 
  - 連勝単式 3－5　1450円

### レース概要
ジャンでは、荒川ー阿部道ー藤巻、新田、新井ー服部、阿部良ー岩崎、久保。最終ホーム通過後、新井がスパートするが、１センターで荒川の牽制を受け外に浮く。これで行き場を失った服部がインに切れ込んで押圧した影響を受け、バック付近で、藤巻、程なくして阿部道が転倒。これに対し、２角付近より阿部良が捲る。阿部良は３角付近で捲り切ったが、マークの岩崎がピッタリと追走できず離れ気味となった。後続を突き放したまま快調に飛ばす阿部良は、何と、ゴール線手前5メートル付近で両手を挙げる圧勝劇を演じ、特別競輪初優勝。
なお、11月23日（火・祝）に決勝戦が行われた、全日本新人王戦は、中野浩一（福岡県）が優勝した。